# Gonomyia (Leiponeura) boki
Gonomyia (Leiponeura) boki is een tweevleugelige uit de familie steltmuggen (Limoniidae). De soort komt voor in het Afrotropisch gebied.